# Dům U Černého slunce
Dům U Černého slunce je dům čp. 556/I na Starém Městě v Praze v Celetné ulici (číslo orientační 8), který se nachází v zadním traktu a na boční straně v Kamzíkové ulici (č. 9). Stojí mezi domy U Bílého lva a U Bílého páva. Je chráněn jako kulturní památka České republiky.

## Historie

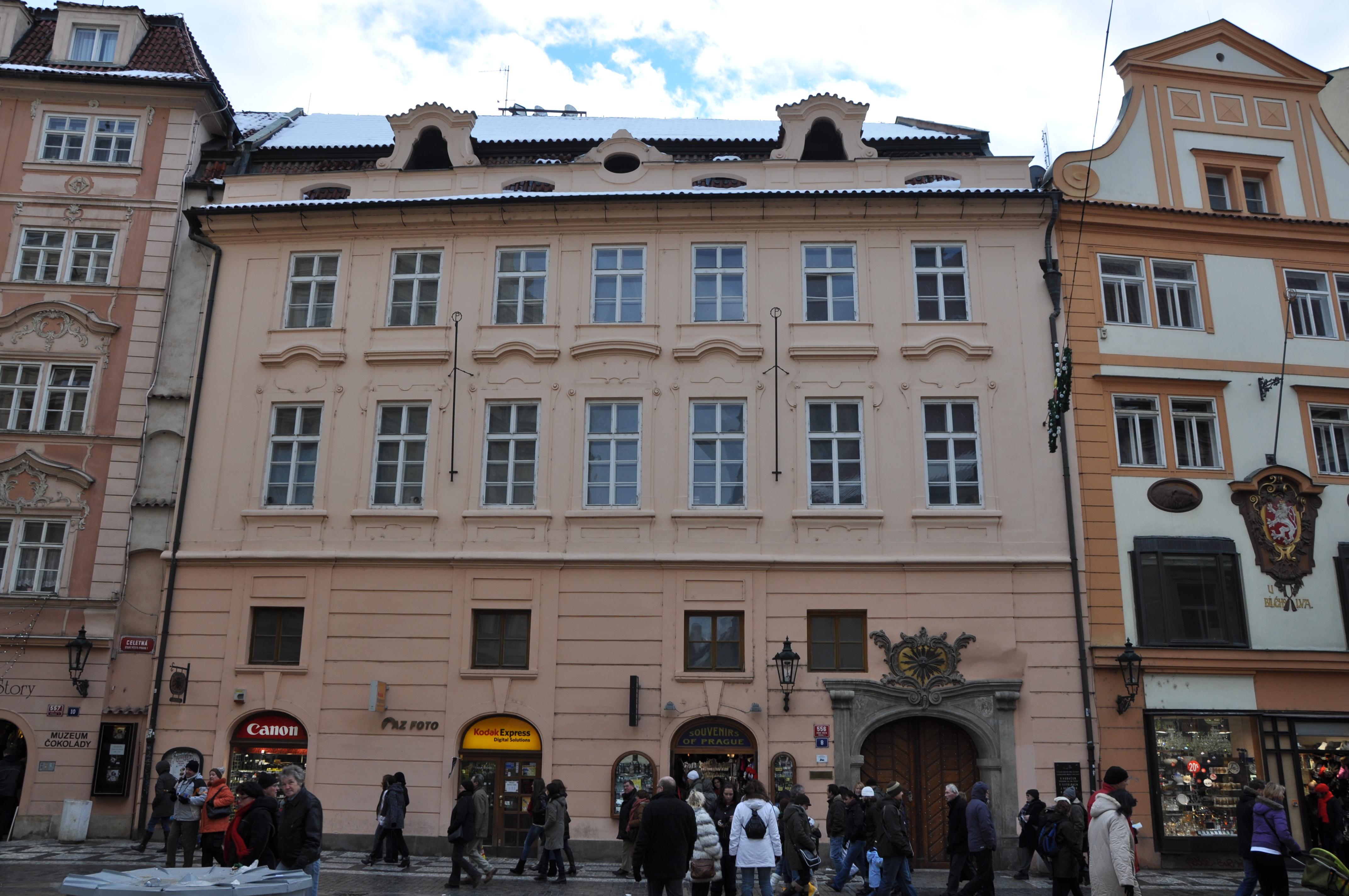
Dům U Černého slunce (uprostřed)

Na místě dnešního domu je doložen už raně gotický objekt ze druhé poloviny 13. století, ze kterého se zachovalo torzo dvou místností v dnešním sklepě. Jádro dnešního domu pochází z 2. poloviny 14. století, kdy zde byl postaven vrcholně gotický dům. První písemná zpráva z roku 1360 jako bývalého (tedy již zemřelého) majitele uvádí Ulu Plaiera, (podle kterého byla Kamzíková ulice dříve nazývána Plaierova či Pleygassel). V letech 1406-1429 byl majitelem domu Petr Meziříčský a závratná cena 250 kop grošů svědčí pro výstavný palác.  Tento trojkřídlý objekt je základem dnešního domu.
Záznam z roku 1514 uvádí jméno domu „U Zlatého slunce“ či „U Slunců“. Dům byl ve dvou etapách renesančně přestavěn – kolem poloviny 16. století a kolem roku 1600. Další přestavbou, pozdně barokní, prošel dům ve 2. polovině 18. století.  V roce 1770 bydlel v domě Filip Watzke, který patřil k prvním výrobcům čokolády v Čechách.
Na Langweilově modelu Prahy z 20. a 30. let 19. století je dům v podstatě ve své dnešní podobě, pouze pavlače jsou ještě otevřené a západní dvorní křídlo je dřevěné. Jako zděné bylo postaveno v roce 1856 podle plánů Františka Wolfa. Drobnější úpravy domu proběhly v letech 1951 a 1956 a v roce 1988 při úpravě Královské cesty. Fasáda do Celetné ulice je raně klasicistní.

## Architektura a výzdoba

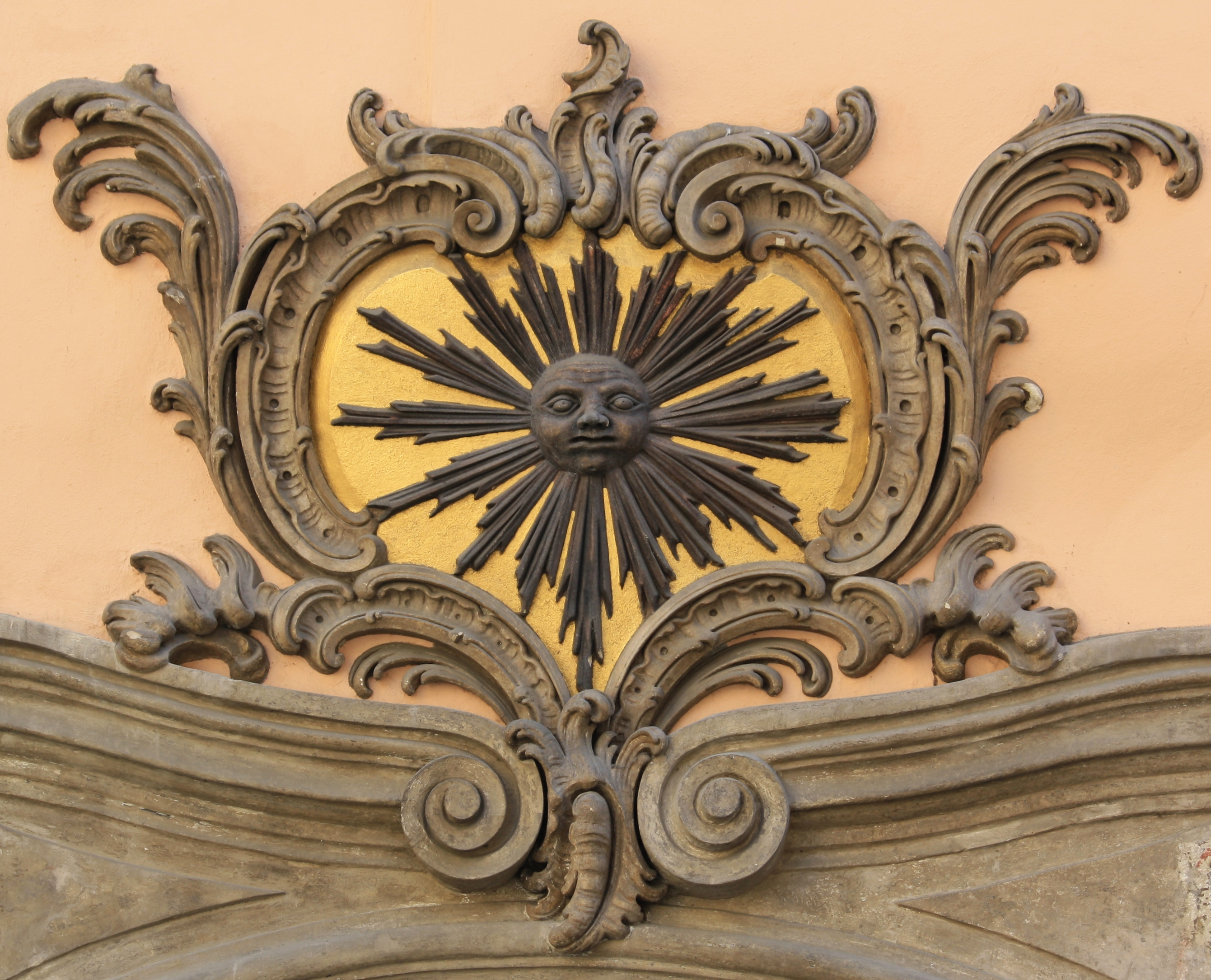
Domovní znamení černého slunce

Výrazně hloubková, lichoběžně se zužující parcela je zastavěna čtyřkřídlým třípatrovým domem na půdorysu písmene F se dvěma dvory. 
Hlavní budova byla při klasicistní úpravě rozšířena na dvoutraktovou. K barokní stavební etapě patří hlavní portál domu a v jeho nadpraží reliéf černého slunce na zlatém pozadí v barokní kartuši. 
Dvorní křídla jsou jednotraktová. Podélné dvorní křídlo má v přízemí tři liché arkády v přízemí a v patrech klasicistní pavlače. Příčné dvorní křídlo má vpravo lomený oblouk původního průjezdu, nad nímž je v polokruhové kartuši obraz svaté Ludmily. 